# Сен-Жермен-д'Екто
Сен-Жерме́н-д'Екто́ (фр. Saint-Germain-d'Ectot) — колишній муніципалітет у Франції, у регіоні Нормандія, департамент Кальвадос. Населення — 325 осіб (2011).
Муніципалітет був розташований на відстані близько 230 км на захід від Парижа, 27 км на захід від Кана.

## Історія
До 2015 року муніципалітет перебував у складі регіону Нижня Нормандія. Від 1 січня 2016 року належав до нового об'єднаного регіону Нормандія.
1-1-2017 Сен-Жермен-д'Екто, Анктовіль, Фегероль-сюр-Сель, Орбуа, Серманто, Лонре i Тортваль-Кене було об'єднано в новий муніципалітет Орсель.

## Демографія
Динаміка населення (INSEE ):
Розподіл населення за віком та статтю (2006):
| Стать | Всього | До 15 років | 15-24 | 25-44 | 45-64 | 65-85 | Понад 85 |
| --- | ------ | ----------- | ----- | ----- | ----- | ----- | -------- |
| Чоловіки | 130    | 26          | 15    | 43    | 27    | 19    | 0        |
| Жінки | 196    | 53          | 35    | 72    | 24    | 12    | 0        |
| \| Статево-вікова піраміда \| Статево-вікова піраміда \| Статево-вікова піраміда \| \| ----------------------- \| ----------------------- \| ----------------------- \| \| Чоловіки \| Вік \| Жінки \| \| 0 \| 85 + \| 0 \| \| 0 \| 80-84 \| 0 \| \| 11 \| 75-79 \| 8 \| \| 4 \| 70-74 \| 4 \| \| 4 \| 65-69 \| 0 \| \| 0 \| 60-64 \| 8 \| \| 4 \| 55-59 \| 4 \| \| 8 \| 50-54 \| 4 \| \| 15 \| 45-49 \| 8 \| \| 23 \| 40-44 \| 19 \| \| 4 \| 35-39 \| 34 \| \| 8 \| 30-34 \| 8 \| \| 8 \| 25-29 \| 11 \| \| 0 \| 20-24 \| 4 \| \| 15 \| 15-20 \| 31 \| \| 4 \| 10-14 \| 23 \| \| 11 \| 5-9 \| 19 \| \| 11 \| 0-4 \| 11 \| |        |             |       |       |       |       |          |
| Статево-вікова піраміда |        |             |       |       |       |       |          |
| Чоловіки | Вік    | Жінки       |       |       |       |       |          |
| 0 | 85 +   | 0           |       |       |       |       |          |
| 0 | 80-84  | 0           |       |       |       |       |          |
| 11 | 75-79  | 8           |       |       |       |       |          |
| 4 | 70-74  | 4           |       |       |       |       |          |
| 4 | 65-69  | 0           |       |       |       |       |          |
| 0 | 60-64  | 8           |       |       |       |       |          |
| 4 | 55-59  | 4           |       |       |       |       |          |
| 8 | 50-54  | 4           |       |       |       |       |          |
| 15 | 45-49  | 8           |       |       |       |       |          |
| 23 | 40-44  | 19          |       |       |       |       |          |
| 4 | 35-39  | 34          |       |       |       |       |          |
| 8 | 30-34  | 8           |       |       |       |       |          |
| 8 | 25-29  | 11          |       |       |       |       |          |
| 0 | 20-24  | 4           |       |       |       |       |          |
| 15 | 15-20  | 31          |       |       |       |       |          |
| 4 | 10-14  | 23          |       |       |       |       |          |
| 11 | 5-9    | 19          |       |       |       |       |          |
| 11 | 0-4    | 11          |       |       |       |       |          |

## Економіка
2010 року серед 210 осіб працездатного віку (15—64 років) 163 були активними, 47 — неактивними (показник активності 77,6%, у 1999 році було 67,9%). З 163 активних мешканців працювало 146 осіб (76 чоловіків та 70 жінок), безробітними було 17 (6 чоловіків та 11 жінок). Серед 47 неактивних 22 особи були учнями чи студентами, 7 — пенсіонерами, 18 були неактивними з інших причин.

У 2010 році в муніципалітеті числилось 108 оподаткованих домогосподарств, у яких проживали 321,0 особи, медіана доходів виносила 16 028 євро на одного особоспоживача